# Moskwytianiwka
Moskwytianiwka (ukr. Москвитянівка) – wieś na Ukrainie, w obwodzie chmielnickim, w rejonie szepetowskim, w hromadzie Hryców. W 2001 roku liczyła 212 mieszkańców.